# Takafumi Matsuda
Takafumi Matsuda (松田 隆文; nascido em 18 de dezembro de 1951) é uma ex-ciclista olímpico japonês. Matsuda representou seu país durante os Jogos Olímpicos de 1972, em Munique.